# Zlatko Burić
Zlatko Burić (Osijek, 13. svibnja 1953.) je hrvatski filmski i kazališni glumac. Za sebe voli reći da je kulturni aktivist, odnosno kulturni radikal, prije nego glumac.

## Životopis
Rodio se u Osijeku. U Osijeku je 1968. u sklopu Omladinskog studija osječkog Miniteatra ostvario prve glumačke nastupe, gdje su se okupljali ljubitelji Jimmyja Hendrixa vođeni zamišlju spajanja najboljeg iz masovne kulture s avangardom i visokom kulturom". Školu za mlade glumce vodio je Branko Mešeg. Školovao se i u Dramskom studiju Osijek. 1970-ih je u Zagrebu. S nekolicinom zanesenjaka pokrenuo je Kugla glumište, jedne od najvažnijih kazališnih, multimedijalnih i interdisciplinarnih umjetničkih skupina. Kugla glumište bilo je prethodnica nekolicine zagrebačkih kazališnih kuća i trupa.
U godinama osipanja Kugla glumišta, sa suprugom Dankinjom otišao je u Dansku, gdje su zasnovali obitelj. Prvih godina radio je fizičke poslove, potom se uspio vratiti na kazališne daske.
Slijedi dolazak na televizijsku i filmsku pozornicu. 1990-ih je doba Burićeva uspona na toj pozornici. 1996. godine igrao je jednu od vodećih uloga u danskom trileru Pusher, koji je pozitivno ocijenilo i gledateljstvo i kritika, zatim u televizijskoj seriji Taxa od 1997. do 1999. i u danskoj hit seriji Karrusel – Circle of Desire (1998.). 2000-ih nastavio je u danskoj kinematografiji i koprodukcijskim filmovima: One Hell of a Christmas or The Claw  (SAD), Dirty Pretty Things (2002.), nastavku Pushera Pusher II 2004. i Pusher III 2005., Pistoleros (2007.) itd. Obično je glumio iseljenike s Balkanskog poluotoka ili državljanina neke od bivših sovjetskih republika. U drugoj polovici 2000-ih opet djeluje u Hrvatskoj, glumeći u Krležinoj U agoniji na daskama Teatra ITD, redatelja Branka Brezovca. Dok je glumio u ovoj predstavi, dobio je poziv iz Hollywooda za odabir uloga. Bio je u igri za ulogu ruskog milijardera u filmu Rolanda Emmericha "2012.". Audicija i minuli rad osvojili su Emmericha, ljubitelj serijala Pusher, izabrali su Burića.

## Filmografija
- "Superman" kao Vasil Ghurkos (2025.)
- "Šutnja" kao Igor Kožul (2021.)
- "Mayday" kao Max (2021.)
- "Dopunska nastava" kao domar Drago (2019.)
- "Comic Sans" kao Bruno Despot (2018.)
- "Otac" (kratki film) kao otac (2017.)
- "Ne gledaj mi u pijat" kao Lazo (2016.)
- "Patrola na cesti" kao Vuko (2015.)
- "Zagrebačke priče" kao Pjer Kravosas (segment "Najpametnije naselje u državi") (2009.)

## Vanjske poveznice
- Zlatko Burić u internetskoj bazi filmova IMDb-u (engl.)